# Live Through This
Live Through This je druhé studiové album americké alternativní rockové kapely Hole, vydané 12. dubna 1994 pod DGC Records. Album, nahrané koncem roku 1993, se odklonilo od hardcorového stylu předešlého alba k propracovanějším melodiím a struktuře písní. Produkce se ujali Sean Slade a Paul Q. Kolderie. Tematicky se album věnuje motivům mateřství, antielitismu a násilí páchaného na ženách. Název alba pochází z citátu z filmu Jih proti Severu z roku 1939.
Album Live Through This se setkalo s velkým ohlasem kritiků a v dubnu 1995 získalo platinovou certifikaci v USA. Navzdory tomu se stalo také předmětem kontroveze, ohledně nepodložených fám, že s psaním alba pomohl manžel Love, Kurt Cobain, který spáchal sebevraždu týden před jeho vydáním. Toto tvrzení popřeli a členové kapely, producenti i hudební životopisci, ačkoli kapela potvrdila, že Cobain během návštěvy studia nazpíval doprovodné vokály ve dvou skladbách. Bylo to také jediné album Hole, na kterém se objevila basistka Kristen Pfaff, jelikož zemřela dva měsíce po jeho vydání.
V kritických kruzích je album Live Through This považováno za dobovou klasiku a bylo zařazeno do seznamu 500 nejlepších alb všech dob časopisu Rolling Stone z roku 2020 na 106. místě. Je také uvedeno v knize 1001 alb, která musíte slyšet, než umřete a umístilo se na 84. místě v žebříčku 500 nejlepších alb všech dob časopisu NME. Do roku 2010 se ho v USA prodalo přes 1,6 milionu kopií a více než 2 miliony celosvětově.

## Pozadí tvorby
Nahrávání alba Live Through This začalo 8. října 1993 v Triclops Sound Studios v Mariettě ve státě Georgie. Studio bylo vybráno na doporučení Butche Viga, producenta skupiny The Smashing Pumpkins, která tam nahrála své druhé studiové album Siamese Dream. Skupina najala producenty Paula Q. Kolderieho a Seana Sladea.
První týden nahrávání byl věnován nahrávání základů skladeb, včetně bicích, basy, kytar a vokálů. Poté, co byly základy hotové, Cobain navštívil studio, předtím než Nirvana zahájila na turné na podporu alba In Utero. Během jeho pobytu skupina nabídla Cobainovi, aby nazpíval doprovodné vokály v několika skladbách, což Cobain zpočátku odmítl, protože nebyl obeznámen s materiálem. Když se Cobain zeptal: „Jak to k tomu můžu nazpívat, když jsem to neslyšel?“, Love odpověděla, aby „prostě zpíval z plných plic“. Cobain nakonec nazpíval doprovodné vokály v písních „Asking for It“ a „Softer, Softest“. Hudebnice Dana Kletter nazpívala doprovodné vokály v sedmi písních: „Violet“, „Miss World“, „Asking for It“, „Doll Parts“, „Softer, Softest“ a „She Walks on Me“. Slade a Koderie se vyhýbali vrstvení vokálů Love, protože měli pocit, že to „ubírá na jejich zuřivosti“. Ve finálních verzích skladeb zůstaly i určité nedokonalosti, například ve skladbě „Doll Parts“, u přesto, že o jejich odstranění požádali manažeři DGC Records.
Kapela dokončila nahrávání 31. října, poté produkce a mixování trvalo dalších devatenáct dní. Album mixoval Scott Litt, s výjimkou skladby „Gutless“, kterou mixoval člen kapely Dinosaur Jr., J Mascis.

## Vydání
Album Live Through This vyšlo 12. dubna 1994 pod společností DGC Records na kompaktním disku a kazetě v Severní Americe. V zámoří album vyšlo pod City Slang na gramofonové desce na standardním černém vinylu a v limitované edici na bílém vinylu. Album bylo věnováno památce Joea Colea, který byl v prosinci 1991 zastřelen při loupeži poté, co se zúčastnil koncertu Hole v klubu Whisky a Go Go.
Album debutovalo v americké hitparádě Billboard 200 na 55. místě a nakonec dosáhlo vrcholu na 52. místě v lednu 1995. V prosinci 1994 byla deska certifikována jako zlatá s celkovými prodeji nad 500 tisíc kopií a o šest měsíců později jako platinová s prodeji nad milionu kopií. Do roku 2010 se alba ve Spojených státech prodalo více než 1,6 milionu kopií a více než 2 miliony celosvětově. Platinové certifikace dosáhlo také v Kanadě a Austrálii.
V červnu 1994, těsně předtím, než se skupina měla vydat na mezinárodní turné na podporu alba, byla basistka Pfaff nalezena mrtvá ve svém bytě v Seattlu po předávkování heroinem. Turné bylo následně odloženo na konec léta, kdy byla najata Melissa Auf der Maur, kanadská basistka z Montréalu, aby se ke kapele připojila a doprovázela je na turné.

## Seznam skladeb
| Pořadí | Název                        | Délka |
| ------ | ---------------------------- | ----- |
| 1.     | Violet                       | 3:24  |
| 2.     | Miss World                   | 3:00  |
| 3.     | Plump                        | 2:34  |
| 4.     | Asking for It                | 3:29  |
| 5.     | Jennifer's Body              | 3:42  |
| 6.     | Doll Parts                   | 3:31  |
| 7.     | Credit in the Straight World | 3:11  |
| 8.     | Softer, Softest              | 3:28  |
| 9.     | She Walks on Me              | 3:24  |
| 10.    | I Think That I Would Die     | 3:36  |
| 11.    | Gutless                      | 2:15  |
| 12.    | Rock Star (Olympia)          | 2:42  |

Na albu se původně měla objevit skladba "Old Age", ovšem objevila se až na albu My Body, the Hand Grenade z roku 1997.